# Nordre Land
Nordre Land este o comună din provincia Innlandet, Norvegia.
Se află cu cel mai înalt punct în Spåtind[*], la 1.414,547 m. Are o suprafață de 955,32 km². Populația este de 6.527 locuitori, determinată în 1 ianuarie 2023, prin Folkeregisteret[*].